# Загаранча
Загаранча (рум. Zagarancea) — село в Унгенському районі Молдови. Адміністративний центр однойменної комуни, до складу якої також входять села Єлізаветовка та Семень.

## Населення
За даними перепису населення 2004 року у селі проживали 1482 особи.
Національний склад населення села:
| Національність   | Кількість осіб | Відсоток   |
| ---------------- | -------------- | ---------- |
| молдавани румуни | 1456 7         | 98,2% 0,5% |
| українці         | 11             | 0,7%       |
| росіяни          | 8              | 0,5%       |
| Всього           | 1482           | 100%       |